# Mimosema sobrina
Mimosema sobrina är en fjärilsart som beskrevs av Druce 1899. Mimosema sobrina ingår i släktet Mimosema och familjen mätare. Inga underarter finns listade i Catalogue of Life.